# .gb
.gb là tên miền Quốc gia cấp cao nhất (ccTLD) để dành cho Liên hiệp Vương quốc Anh và Bắc Ireland. Được giới thiệu cùng lúc với tên miền cao nhất khác của Anh (.uk), nó chưa bao giờ được dùng rộng rãi, và nó không còn đăng ký được với tên miền này, và bị liệt vào không sử dụng nữa.
Quy định trong Hệ thống tên miền là tên miền Quốc gia cấp cao nhất được dẫn xuất từ mã 2 ký tự tương ứng trong danh sách ISO 3166-1. Theo như mã đúng dành cho Liên hiệp Vương quốc Anh và Bắc Ireland là GB, và tên miền.gb do đó được ủy quyền.
Mô hình Đăng ký tên JANET trước đây đã dùng "UK" làm mã Quốc gia, do đó UK cũng áp dụng cho Jon Postel của IANA cho tên miền.uk. Nó được đảm bảo, và tất cả các tên miền UK hiện được phân phát là.uk, chứ không phải.gb.
.gb được dùng trong một số năm, chủ yếu bởi tổ chức, chính phủ và dịch vụ e-mail thương mại sử dụng hạ tầng email dựa trên X.400. Điều này đơn giản hóa việc dịch giữa tên miền DNS và địa chỉ X.400, sử dụng "GB" làm mã Quốc gia..
Với cái chết của email X.400 và mục tiêu chung của IANA là một tên miền một Quốc gia, việc sử dụng.gb do đó đã bị phủ nhận;tên miền vẫn tồn tại, nhưng nó không cho đăng ký tên miền con nữa.
Một tên miền con.gb vẫn tồn tại trong DNS (đến năm 2007): dra.hmg.gb, thuộc về Cơ quan Nghiên cứu Phòng vệ trước đây của Chính quyền của Nữ hoàng. Tuy nhiên, tên miền không được dùng nữa.